# Бабин дол
Бабин дол или Баби дол (на гръцки: Κοντόρεμα, Кондорема, до 1969 година Μπαπιντόλ) е река в Егейска Македония, Гърция, десен приток на река Бистрица (Алакмонас).

## Описание
Реката извира в планината Горуша (Войо) северно под връх Поляни. Тече в северна посока и минава източно под връх Просеник (Просито, 1022 m). Излиза от планината и се влива в Бистрица (в района наричана Белица) като десен приток.